# 멀린다 맥그로
멀린다 맥그로(Melinda McGraw, 1963년 10월 25일 ~ )는 미국의 배우이다.

## 출연 작품
- 매드 맨 6 (2013)
- 매드 맨 5 (2012)
- 미팅 스펜서 (2010)
- 스케이트랜드 (2010)
- 웨더 걸 (2009)
- 다크 나이트 (2008)
- 저니맨 (2007)
- 위기의 주부들 (2004)
- 더 디스트릭트 (2000)
- 너티 프로페서 2 (2000)
- 웨스트 윙 시즌1 (1999)
- 롱풀리 어큐즈드 (1998)
- 알비노 앨리게이터 (1996)
- 커미쉬 (1991)